# Байрами, Недим
Недим Байрами (нем. Nedim Bajrami; род. 28 февраля 1999, Тетово, Тетово) — албанский и швейцарский футболист, полузащитник клуба «Рейнджерс» и сборной Албании. Участник чемпионата Европы 2024.

## Клубная карьера
Байрами является воспитанником «Грассхоппера». В феврале 2017 года он заключил с клубом свой первый профессиональный контракт.
4 февраля 2017 года Байрами дебютировал в швейцарской Суперлиги в поединке против «Туна», который закончился поражением со счетом 0:1. Недим вышел в стартовом составе и провёл на поле весь матч. Всего в дебютном для себя сезоне провёл 3 встреч.

## Международная карьера
С 15 лет вызывался в молодёжную и юношеские швейцарские сборные различных возрастов. Принимал участие в отборочных матчах к юношеским чемпионатам Европы, однако в финальную часть вместе со сборными не выходил.
Является автором самого быстрого гола в истории чемпионатов Европы: 15 июня 2024 года в стартовой для сборной Албании игре против Италии открыл счёт на 23-й секунде матча.